# Goethe!
Pour plus de détails, voir Fiche technique et Distribution.
Goethe! est un drame historique allemand de 2010 réalisé par Philipp Stölzl et mettant en vedette Alexander Fehling, Miriam Stein et Moritz Bleibtreu.
Il s'agit d'une version romancée des premières années du poète Johann Wolfgang von Goethe et des événements qui ont servi de base à son roman Les Souffrances du jeune Werther.

## Synopsis
À l'université de Strasbourg en 1772, le jeune Johann Wolfgang Goethe échoue à son examen de doctorat en droit et, bien que souhaitant être poète, est envoyé par son père travailler au Reichskammergericht, le palais de justice impérial de la petite ville de Wetzlar. Prêt à lire d'anciens dossiers de son sinistre chef Kestner, il se lie d'amitié avec un autre junior, Wilhelm Jerusalem, qui l'emmène danser.
Là, il voit Lotte Buff, la fille d'un veuf vivant dans un ancien manoir à l'extérieur de la ville, où elle s'occupe de ses sept frères et sœurs plus jeunes. Développant une amitié plus étroite avec la jeune femme séduisante et vivante, il la rencontre un jour sur une route de campagne. Un orage soudain les oblige à chercher refuge dans un château en ruine, où ils font l'amour.
Pendant ce temps, Kestner négocie avec son père, ravi de voir sa famille appauvrie aidée par le mariage de sa fille aînée avec un avocat distingué. Bien qu'elle ne soit pas le moins du monde charmé par Kestner, pour le bien de la famille, Lotte accepte à contrecœur de l'épouser. Ignorant sa relation avec Goethe et sans mentionner son nom, Kestner lui demande d'être le témoin. Goethe accepte chaleureusement et suggère même quelques bonnes phrases qu'il pourrait utiliser lors de son mariage.
Acceptant Kestner par devoir, Lotte écrit à Goethe pour lui dire que leur liaison est terminée. Avant de recevoir la lettre, il part avec un cadeau et rejoint la fête de fiançailles en plein essor. De retour dans son logement, découragé, il voit alors son colocataire Jérusalem se tirer une balle désespérant de son amour sans espoir pour une femme mariée. Après avoir brièvement envisagé le suicide lui-même, il retourne au travail et insulte publiquement Kestner, qui exige un duel. Il tire le premier mais rate Kestner qui tire large et le fait arrêter pour duel illégal.
En prison, Goethe transforme ces événements en une histoire qu'il appelle Les Souffrances du jeune Werther et envoie le manuscrit à Lotte comme cadeau d'adieu. Elle en voit les qualités et, sans le lui dire, l'amène chez un éditeur. Quand Goethe sort de prison, son père le ramène chez lui à Francfort, où le livre est devenu une sensation et le jeune auteur une célébrité.

## Fiche technique
- Titre original : Goethe!
- Réalisation : Philipp Stölzl
- Scénario : Alexander Dydyna, Christoph Müller, Philipp Stölzl
- Photographie : Kolja Brandt
- Montage : Sven Budelmann
- Musique : Ingo L. Frenzel
- Costumes : Ute Paffendorf
- Pays d'origine : Allemagne
- Langue originale : allemand
- Format : couleur
- Genre : dramatique
- Durée : 102 minutes
- Dates de sortie :
  - Allemagne : 14 octobre 2010

## Distribution

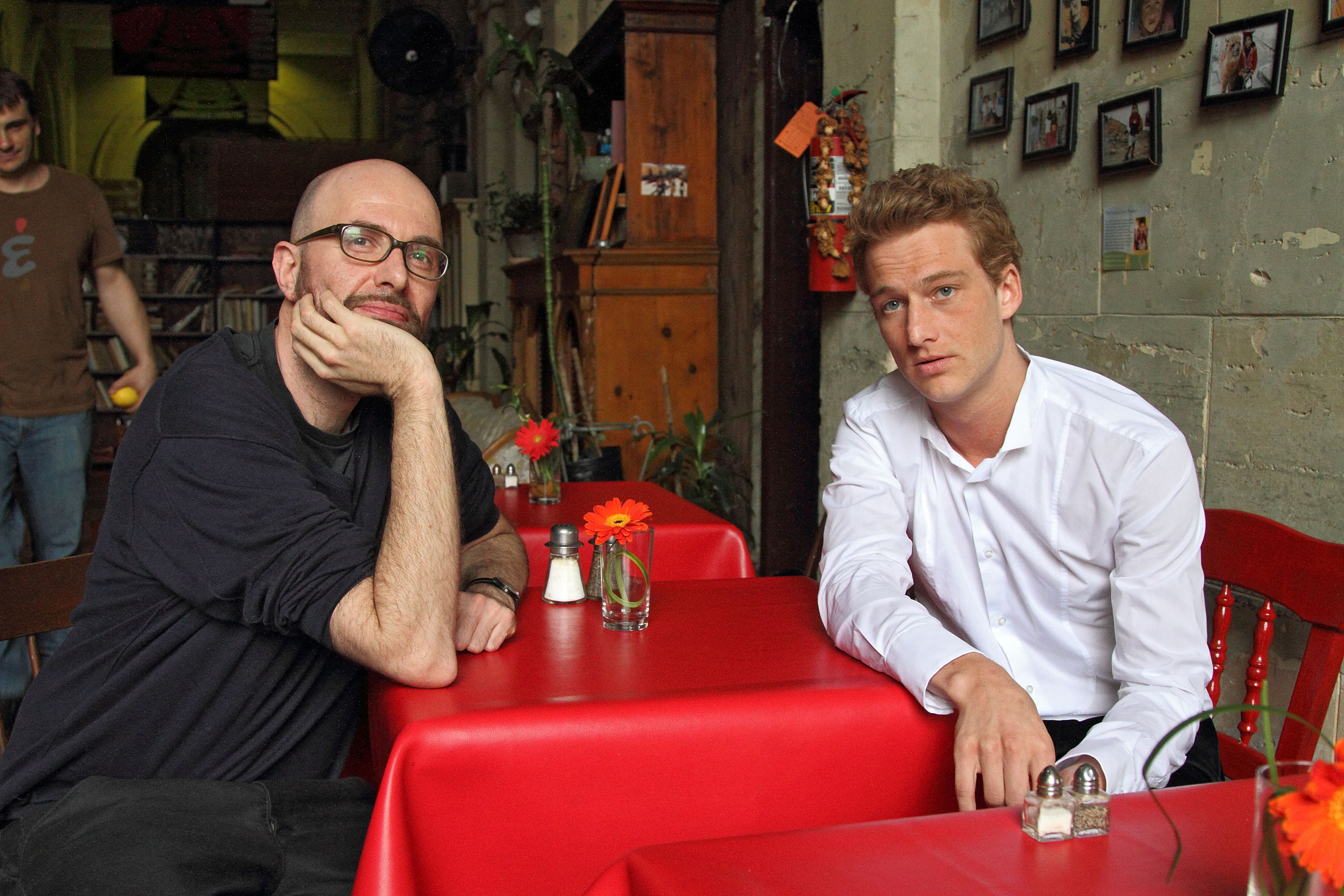
Le réalisateur Philipp Stölzl et l'acteur Alexander Fehling au Festival international du film de Miami 2011 lors de la présentation de Goethe!.

- Alexander Fehling : Johann Wolfgang Goethe
- Miriam Stein : Lotte Buff
- Moritz Bleibtreu : Albert Kestner (de)
- Volker Bruch : Wilhelm Jerusalem (de)
- Burghart Klaußner : le père de Lotte
- Henry Hübchen : le père de Johann [Goethe]
- Hans-Michael Rehberg : juge Kammermeier
- Josef Ostendorf : Professor 1
- Christoph Heckel : Professor 2
- Sebastian Kaufmane : Student 1
- Jonas Hien : Student 2
- Gerald Fiedler : Kutscher Strassburg
- Johann Adam Oest : Dichter
- Stefan Haschke : Johanns Freund Merck
- Xaver Hutter : Johanns Freund Vogler
- Anna Böttcher : Hausmädchen
- Johann Jürgens : Assessor Schleyn
- Vitus Wieser : Assessor Borgmann
- Anna Blomeier : Chordame
- Linn Reusse : Anna Buff
- Leonie Siegel : Gretchen Buff
- Gwendolyn Göbel : Friederike Buff
- Maxine Göbel : Elizabeth Buff
- Ansgar Göbel : Heinrich Buff
- Tristan Göbel : Gustav Buff
- Oscar Weidner : Oskar Buff
- Hans-Jürgen Müller-Hohensee : Perückenmacher
- Catherine Flemming : Rotschopf
- Karl Karliczek : Postverwalter
- Melanie Schmidli : Zigeunemädchen 1
- Neelesha Barthel : Zigeunemädchen 2 (as Neelesha BaVora)
- Andreas Schröders : Gerichtsarst
- Sven Pippig : Gefängnwärter
- Guido Lambrecht : Schneider
- Manolo Bertling : Junger Mann
- Conny Mews : Junge Frau
- Harald Höbinger : Buchkunde 1
- Christian Ehrich : Bychkunde 2
- Hilmar Eichhorn : Buchhändler
- Axel Milberg : Verleger

## Précisions historiques
Une partie du film est une biographie précise, une partie est tirée du roman et une autre est fictive. Bien que Goethe n'ait pas reçu de doctorat, il a obtenu une licence, ce qui lui a permis de pratiquer, donc il n'a pas échoué dans ses études de droit. Sa relation avec Lotte n'a jamais été que platonique. Il n'a pas combattu Kestner en duel et n'a donc pas été emprisonné pour cela. Au contraire, Goethe avait un grand respect pour Kestner.